# Boronia citrata
Boronia citrata là một loài thực vật có hoa trong họ Cửu lý hương. Loài này được N.G.Walsh mô tả khoa học đầu tiên năm 1993.